# Chordodes balzani
Chordodes balzani är en tagelmaskart som beskrevs av Lorenzo Camerano 1896. Chordodes balzani ingår i släktet Chordodes och familjen Chordodidae. Inga underarter finns listade i Catalogue of Life.